# Concentricycloidea
Concentricycloidea (do latim cum, junto + centrum, centro; e do grego kyklos, círculo + eidos, forma + ea, caracterizado por), conhecido popularmente como margaridas-do-mar, é uma peculiar classe de águas profundas pertencente ao filo Echinodermata, com apenas três espécies descritas do gênero Xyloplax.

## Distribuição
As margaridas-do-mar foram descobertas em três localidades, sendo as águas profundas da Nova Zelândia, Bahamas, e mais recentemente, no Pacífico Central. Os espécimes foram coletados a uma profundidade de mais de 1.000 metros, sendo a maioria nas Bahamas.

## Classificação
Desde que foram descobertos em 1986, sua posição dentro dos equinodermos tem sido debatida. Inicialmente, eles foram colocados em uma nova classe, Concentricycloidea, uma vez que não estava claro se eles poderiam ter afinidades com estrelas-do-mar ou ofiuroides. A visão anterior ganhou aceitação e, desde 2006, eles são atualmente considerados um grupo irmão para a Infraclasse Neoasteroidea, que representa todas as estrelas-do-mar pós-paleozóicos dentro da classe Asteroidea.
Ordem Peripodida.
- Família Xyloplacidae
  - Gênero Xyloplax
    - Xyloplax medusiformis
    - Xyloplax turnerae
    - Xyloplax janetae